# ريتشارد باكستر (لاعب اتحاد الرغبي)
ريتشارد باكستر (بالإنجليزية: Richard Baxter)‏ هو لاعب اتحاد الرغبي بريطاني، ولد في 23 يونيو 1978 في إكزتر في المملكة المتحدة.